# Красная роза, белая роза
«Красная роза, белая роза» (кит. 红玫瑰白玫瑰) — гонконгский художественный фильм 1994 года режиссёра Стэнли Квана.
Премьера фильма состоялась 10 декабря 1994 года.
Экранизация одноименного рассказа Чжан Айлин.
Фильм был включен в конкурсную программу 45-го Берлинского международного кинофестиваля.

## Сюжет
Тонг Чжэнь-Бао — человек, который изначально имел хорошую репутацию, после встречи с очаровательной женой своего старого одноклассника Вана, влюбляется в неё, его сердце разбито. Начинается бурная интрига с женой друга, дерзкой и возбуждающей Красной Розой.
Несмотря на то, что он чувствует себя счастливым с Красной Розой, Чжэнь-Бао знает, что не сможет остаться с ней. Чтобы сохранить репутацию, он женится на фригидной, но стильной даме чопорного и правильного происхождения Белой розе. Чувства обостряются, когда он понимает, что жена раздражает его… Поэтому он начинает ходить к проституткам, и семейная жизнь не приносит ему никакого счастья.

## В ролях
- Джоан Чэнь — Ван Цзяожуй
- Вероника Ип — Мэн Йен Ли
- Винстон Чжао — Тонг Чжэнь-Бао
- Чжао Чанг — Тонг Ту-Бао
- Ши Гэ —  Роуз
- Шэнь Хуа —  мистер Чанг
- Чэнь Чун — Ван Цзе Хун
- Шэнь Фань Ци — Вэй Ин
- Янью Лин — Ву Ма
- Сабина Бейл — Пурпурная роза

## Награды и номинации
- 1994 — За роль в фильме «Красная роза, белая роза» Джоан Чэнь получила главную кинопремию Тайваня «Золотая лошадь» .
- 1994 — Премия «Золотая лошадь» в номинации Лучший саундтрек к фильму.
- 1995 — Джоан Чэнь на 14-й Гонконгской кинопремии завоевала главный приз в номинации "Лучшая женская роль"
- 1995 — Номинация Джоан Чэнь на премию гонконгских кинокритиков Hong Kong Film Critics Society Awards как лучшая актриса